# Adolphe Reymond
Adolphe Reymond (4 september 1896 – Berlingen, 7 maart 1976) was een Zwitsers voetballer, die speelde als verdediger. Hij overleed op 79-jarige leeftijd.

## Clubcarrière
Reymond speelde zijn gehele carrière voor Servette FC Genève. Met die club won hij tweemaal de landstitel.

## Interlandcarrière
Reymond kwam elf keer uit in het Zwitsers nationaal elftal in de periode 1924–1925. Onder leiding van de Engelse bondscoach Teddy Duckworth nam hij met zijn vaderland deel aan de Olympische Spelen 1924 in Parijs, waar de Zwitsers de zilveren medaille wonnen. In de finale verloor de ploeg met 3–0 van Uruguay, dat de revelatie van het toernooi werd.

## Erelijst
Servette Genève
- Zwitsers landskampioen

1925, 1926
| Logo van de Olympische Spelen | Goud | Zilver | Brons | Logo van de Olympische Spelen |
|                               | 0    | 1      | 0     |                               |